# District de Kuwana
Le district de Kuwana (桑名郡, Kuwana-gun) est un district de la préfecture de Mie, au Japon, doté d'une superficie de 15,72 km2.

En jaune, le district de Kuwana dans la préfecture de Mie.

## Municipalité
- Kisosaki

## Historique
- Le 6 décembre 2004, les bourgs de Nagashima et Tado sont annexés à la ville de Kuwana.